# Поздняков, Фёдор Григорьевич
Фёдор Григорьевич Поздняков (1908—1944) — капитан Рабоче-крестьянской Красной Армии, участник Великой Отечественной войны, Герой Советского Союза (1944).

## Биография
Фёдор Поздняков родился 16 февраля 1908 года в селе Фёдоровка (ныне — Мелитопольский район Запорожской области Украины). После окончания неполной средней школы работал в колхозе. В 1930 году Поздняков был призван на службу в Рабоче-крестьянскую Красную Армию. В 1939 году он окончил Киевскую военно-политическую школу. С начала Великой Отечественной войны — на её фронтах.
К июлю 1944 года капитан Фёдор Поздняков командовал батальоном 20-й танковой бригады 11-го танкового корпуса 1-го Белорусского фронта. Отличился во время освобождения Польши. 24 июля 1944 года батальон Позднякова штурмом взял немецкий аэродром в районе города Радзынь-Подляский, а затем, преследуя отступающие части противника, вошёл в город Лукув. 25 июля 1944 года Поздняков погиб в бою.
Указом Президиума Верховного Совета СССР от 26 сентября 1944 года капитан Фёдор Поздняков посмертно был удостоен высокого звания Героя Советского Союза. Также посмертно был награждён орденом Ленина.